# Giro di Toscana 1939
Il Giro di Toscana 1939, quindicesima edizione della corsa, si svolse il 9 aprile 1939 su un percorso di 300 km con partenza a Casellina e arrivo a Firenze. Fu vinto dall'italiano Gino Bartali, che completò il percorso in 9h08'37" precedendo i connazionali Mario Vicini e Olimpio Bizzi. Conclusero la corsa, valida come seconda prova del Trofeo dell'Impero, 37 degli 84 ciclisti al via.

## Percorso
Il percorso della prova, organizzata dai quotidiani fiorentini La Nazione e Il Nuovo Giornale, dopo il via da Casellina di Scandicci prevedeva il transito nell'ordine da Lastra a Signa, Montelupo, Empoli (km 24,8), San Miniato, Fucecchio, Santa Croce sull'Arno, Pontedera, Fornacette, Cascina, Pisa (km 73,1), Bagni San Giuliano, Lucca (km 95,1), Pescia, Vellano, Prunetta (958 m s.l.m.), Le Piastre, Pistoia (km 158,8), Casalguidi, San Baronto (348 m s.l.m.), Vinci, Empoli (km 192,8), Montelupo, Cerbaia, San Casciano (315 m s.l.m.), Falciani, Greve in Chianti, il Passo del Sugame (530 m s.l.m.), Figline Valdarno (km 254,7), Incisa Valdarno, Pontassieve e Le Sieci. L'arrivo era posto allo Stadio Giovanni Berta di Firenze dopo 300 km di gara.

## Ordine d'arrivo (Top 10)
| Pos. | Corridore            | Squadra     | Tempo    |
| ---- | -------------------- | ----------- | -------- |
| 1    | Gino Bartali         | Legnano     | 9h08'37" |
| 2    | Mario Vicini         | Lygie       | s.t.     |
| 3    | Olimpio Bizzi        | Frejus      | a 6'33"  |
| 4    | Ruggero Balli        | Olympia     | s.t.     |
| 5    | Glauco Servadei      | Ganna       | s.t.     |
| 6    | Secondo Magni        | Legnano     | s.t.     |
| 7    | Adalino Mealli       | S.C. Vigor  | s.t.     |
| 8    | Cesare Del Cancia    | Ganna       | s.t.     |
| 9    | Primo Zuccotti       | Dopol. Novi | s.t.     |
| 10   | Giovanni De Stefanis | Frejus      | s.t.     |